# Gothic (krój pisma japońskiego)

Porównanie japońskich fontów Gothic

Gothic (jap. ゴシック体 goshikku-tai) – jeden z dwóch najpopularniejszych (obok Minchō) stylów fontów japońskich. Odpowiada zachodnim fontom jednoelementowym (Helvetica i Arial). Nie ma nic wspólnego z zachodnim „gotyckim” stylem pisma.